# Giovanni De Prà

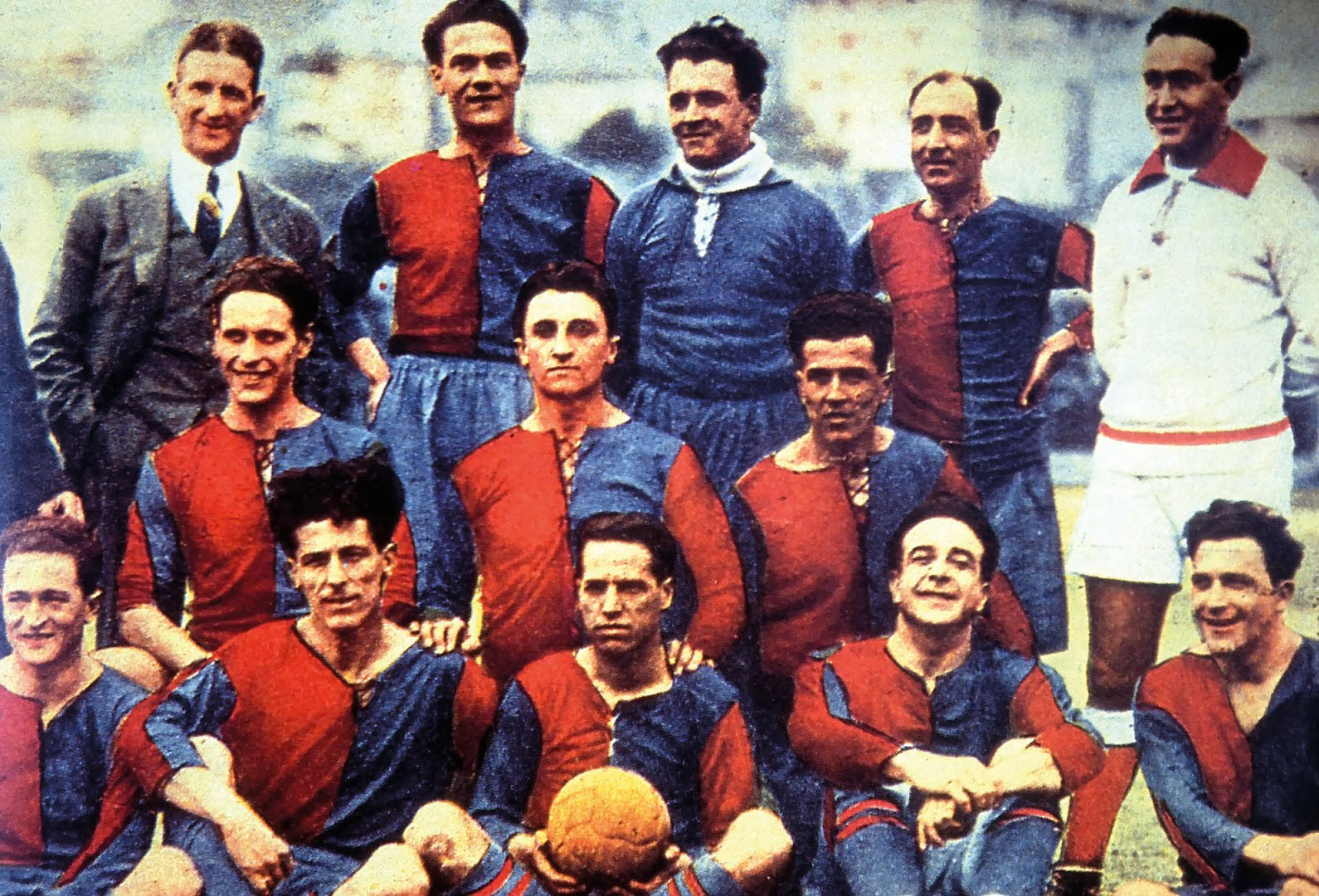
De Prà com o elenco do Genoa, temporada 1923-1924

Giovanni De Prà (Genoa, 28 de junho de 1900 - 15 de junho de 1979) foi um futebolista e treinador de futebol italiano.

## Carreira
Conquistou a medalha de bronze 1928, com a Seleção Italiana de Futebol.